# Балыко-Щучинка
Балы́ко-Щу́чинка (укр. Балико-Щучинка) — село в Кагарлыкском районе Киевской области Украины.
Население по переписи 2001 года составляло 484 человека. Занимает площадь 3,733 км².

## История

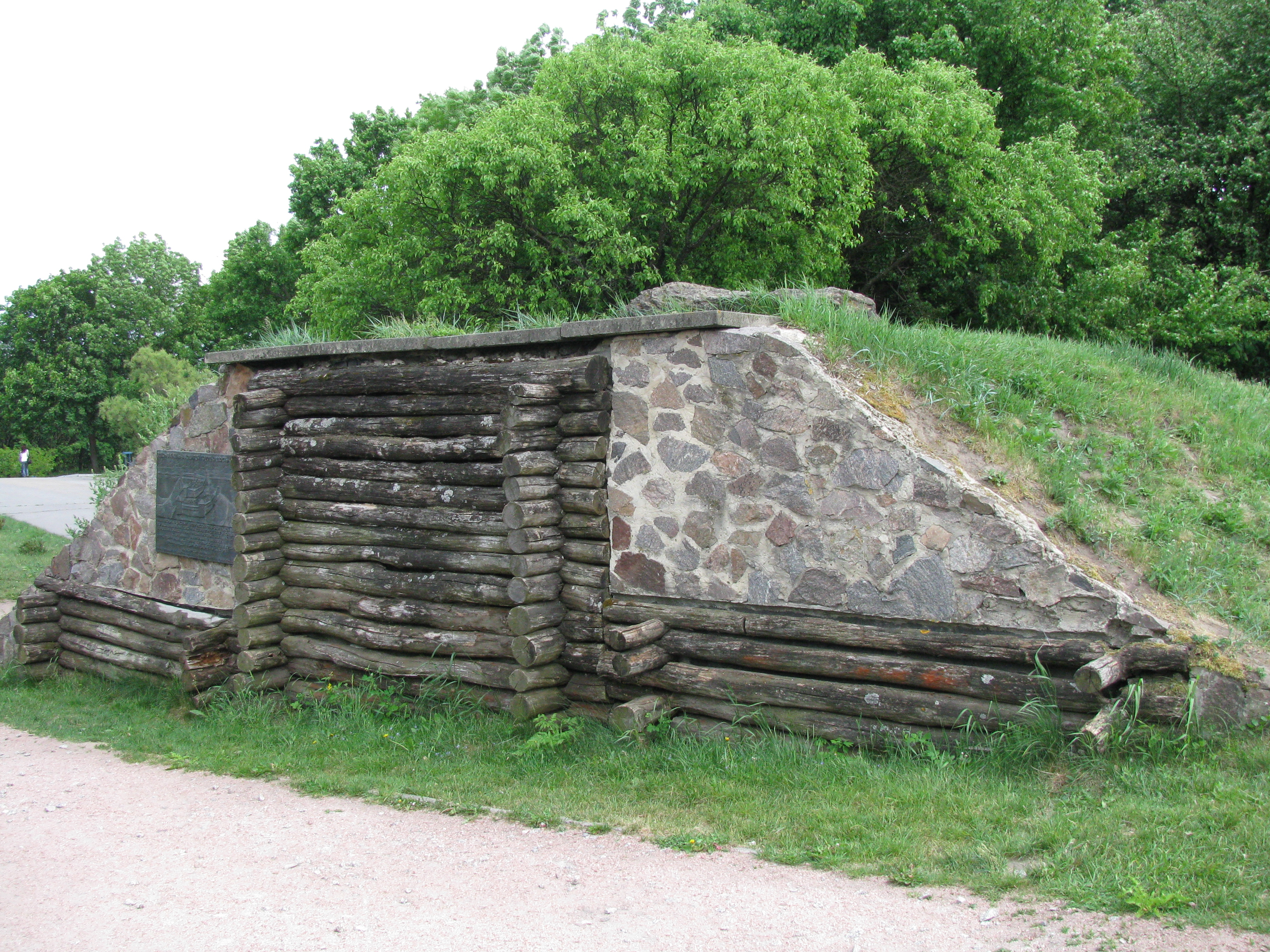
Городище летописного города Чучина

Близ села на холме расположено древнее городище, отождествляемое с летописным городом Чучином, существовавшим в XI—XIII веках и погибшим во время монгольского нашествия на Русь.
Современное село образовалось в 1918 году путём слияния сёл Балыки и Щучинка.
В ночь с 23 на 24 сентября 1943 года в районе села Балыко-Щучинка Киевской области Украинской ССР Салих Шайбакович Валеев первым в своей группе переправился через Днепр. Группа захватила плацдарм и за последующие сутки отбила девять вражеских контратак, что позволило успешно переправиться через реку всей дивизии. В боях Валеев лично уничтожил 30 вражеских солдат и офицеров. За подвиг уроженец Башкирии удостоен звания Герой Советского Союза.
В селе расположен Национальный музей-мемориальный комплекс «Букринский плацдарм».

## Местный совет
Административный центр Балыко-Щучинского сельского совета.
Адрес местного совета: 09234, Киевская обл., Кагарлыкский р-н, с. Балыко-Щучинка, ул. Героев Днепра, дом 15-а.